# Guy Goodes
Guy Goodes (hebräisch גיא גודס; * 13. März 1971 in Haifa) ist ein israelischer Basketballtrainer und ehemaliger -spieler. Als Spieler gewann Goodes mit Maccabi Tel Aviv mehrere nationale Meisterschaften und war mit der Nationalmannschaft zweifacher EM-Endrunden-Teilnehmer. Als Trainer trainierte er verantwortlich Maccabi Rischon LeZion und Hapoel Jerusalem, feierte jedoch seine größten Erfolge als Trainerassistent von Maccabi Tel Aviv. Seit 2013 ist Goodes, der bereits israelischer Juniorenauswahltrainer war und auch die britische Staatsbürgerschaft besitzt, Trainerassistent der britischen Herren-Nationalmannschaft.

## Karriere

### Spieler (1986 bis 2004)
Goodes wechselte bereits als Jugendlicher in die Herrenmannschaft von Hapoel an seinem Geburtsort. Bereits mit 15 Jahren debütierte er für die Mannschaft in der höchsten israelischen Spielklasse Ligat ha’Al. 1990 wechselte der damals 19-jährige Goodes schließlich zum Rekordmeister Maccabi Tel Aviv, mit dem er in den folgenden sieben Spielzeiten bis auf das Jahr 1993 die nationale Meisterschaft sowie zwei nationale Pokalwettbewerbe gewinnen konnte. Trotz Pausen wegen Verletzungen an beiden Knien konnte sich Goodes zum einen in die Herzen der Maccabi-Fans und zum anderen in den Kreis der Nationalmannschaft spielen. Nachdem er mit der Nationalauswahl die Qualifikation für die Olympischen Spiele 1992 verpasst hatte, nahm er bei der Basketball-Europameisterschaft 1995 erstmals an einer Endrunde teil. Die Auftaktniederlage gegen Italien mit zwei Punkten Unterschied war trotz Siegen über Schweden und Titelverteidiger Deutschland vorentscheidend für das Ausscheiden aus dem Turnier vor dem Viertelfinale.
Für die Saison 1997/98 wechselte Goodes in die zweite italienische Liga zu Juventus aus Caserta, die zu Beginn des Jahrzehnts noch erfolgreich im Europapokal gespielt hatten. Man erreichte jedoch nur den elften und drittletzten Platz in der zweiten Liga und die anhaltende finanzielle Misere führte schließlich zur vorübergehenden Auflösung der Profimannschaft am Saisonende. Nach seiner Rückkehr zu Maccabi Tel Aviv gewann Goodes das nationale Double und war erneut Teilnehmer der EM-Endrunde 1999. In der Vorrunde erreichte Israel nach zwei Auftaktniederlagen nur durch den knappen Erfolg über Mazedonien die Zwischenrunde, in der man nach einem Sieg und einer Niederlage das abschließende Gruppenspiel gegen Spanien über das Weiterkommen eines der Kontrahenten entscheiden musste. Goodes, der zuvor beim 67:66-Sieg über Slowenien 16 Punkte in 19 Minuten Einsatzzeit erzielte und maßgeblichen Anteil am Erfolg hatte, hatte ein eher „stilles“ Spiel mit drei persönlichen Punkten und vier Assists bei der 74:88-Niederlage gegen die Spanier, die anschließend bis ins Finale einzogen und die Silbermedaille gewannen, während Israel ausgeschieden war und auch die Chancen für eine Teilnahme an den Olympischen Spielen 2000 eingebüßt hatte.
Trotzdem war Spanien das nächste Karriereziel von Goodes, der in der Saison 1999/2000 für Cantabria Lobos aus Torrelavega spielte. Die Mannschaft erreichte auf dem 15. Tabellenplatz dank des besseren direkten Vergleichs den erneuten Klassenerhalt in der höchsten Spielklasse Liga ACB. Zu Beginn der Saison 2000/01 spielte Goodes für den italienischen Erstliga-Aufsteiger Cordivari aus Roseto degli Abruzzi in der Lega Basket Serie A. Nach neun Meisterschaftseinsätzen verließ er die Mannschaft jedoch wieder im Dezember 2000 und ging zurück in sein Heimatland, wo er die Saison für Vizemeister Maccabi aus Ra’anana zu Ende spielte. In der folgenden Saison 2001/02 spielte Goodes für Maccabi Tel Avivs Lokalrivalen Hapoel, mit denen er die Meisterschaft in der zweiten Liga Le’umit gewann. Anschließend spielte er noch zwei Jahre für Maccabi aus Rischon LeZion, wo er schließlich im Jahr 2004 auf die Trainerbank wechselte.

### Trainer (seit 2004)
Hatte Goodes 2004 zunächst als Trainerassistent an der Seitenlinie von Maccabi Rischon LeZion gestanden, wechselte er alsbald auf den Posten als verantwortlicher Trainer. In der Saison 2005/06 erreichte man den dritten Tabellenplatz nach der regulären Saison und verlor das Halbfinale im Final-Four-Turnier gegen Hapoel Jerusalem mit einem Punkt Unterschied. Anschließend wurde Goodes Assistent von Neven Spahija bei Maccabi Tel Aviv, der jedoch auf europäischer Ebene an die Erfolge seines Vorgängers Pini Gershon nicht anschließen konnte. In der folgenden Saison scheiterten schließlich nacheinander auch Oded Kattash und Zvi Sherf an der Aufgabe, den internationalen Ansprüchen des Vereins zu genügen. Als man am Saisonende auch die Dominanz auf nationaler Ebene einbüßte und überraschend das Meisterschaftsfinale gegen Hapoel Holon verlor, verlor nicht nur Zvi Sherf seinen Posten, sondern auch Goodes, da dessen Nachfolger Effi Birnbaum seine Assistenten mit in den Klub brachte.
Goodes ging 2008 als verantwortlicher Trainer zu Hapoel Jerusalem, die lange Zeit die zweite Kraft hinter Maccabi Tel Aviv auf nationaler Ebene waren und zwischen 1996 und 2007 sechsmal Vizemeister. Doch der Ausstieg eines Hauptsponsors nach Goodes’ Verpflichtung ließen Zweifel aufkommen, ob Hapoel weiter mithalten konnte. Während man nach der gescheiterten Qualifikation für den zweitwichtigsten europäischen Vereinswettbewerb ULEB Eurocup in der EuroChallenge 2008/09 wenig Erfolg hatte, gewann man zu Saisonbeginn bei seiner dritten Austragung erstmals den nationalen Ligapokal. Am Saisonende erreichte man als Hauptrundenzweiter das Final Four, in dem man im Halbfinale jedoch Maccabi Haifa unterlegen war. Der Einstieg eines neuen Mäzens tilgte die Schulden des Vereins und nach der erfolgreichen Eurocup-Qualifikation erreichte man im Eurocup 2009/10 das Viertelfinale. Hier unterlag man in Hin- und Rückspiel dem späteren Finalisten ALBA Berlin aus Deutschland. Als Tabellenzweiter verlor man in der nationalen Meisterschaft erneut das Final-Four-Halbfinale, diesmal gegen den späteren Überraschungsmeister Hapoel Gilboa Galil. Der Meisterschaftsverlust von Maccabi Tel Aviv bedeutete das Ende der zweiten Amtszeit von Pini Gershon, der einst Gilboa Galils Vorgängerklub Galil Elyon selbst 1993 einmal zum Überraschungsmeister gemacht hatte.
Dies brachte David Blatt 2010 als verantwortlichen Trainer zurück zu Maccabi Tel Aviv. Goodes wurde unter Blatt erneut Assistent beim Rekordmeister und man gewann mehrfach das nationale Double und erreichte in der EuroLeague 2010/11 auch einmal das Finale im höchstrangigen europäischen Wettbewerb, das jedoch gegen Panathinaikos Athen verloren ging. Trotz der Finalniederlage in der Meisterschaft 2012/13 gegen Maccabi Haifa konnte sich Blatt auf seinem Posten halten. War Goodes im Sommer 2011 als Auswahltrainer der israelischen U20-Junioren beim Turnier der Division B nicht sonderlich erfolgreich gewesen, so wurde er trotzdem im Sommer 2013 zum Assistenten von Joe Prunty berufen, dem neuen Nationaltrainer der britischen Herrenauswahl. Die britische Auswahl, ein Jahr nach den Olympischen Spielen in London nach Karriereenden und Absagen langjähriger Nationalspieler im Neuaufbau befindlich, konnte bei der EM-Endrunde 2013 überraschen und verpasste nach Siegen über Deutschland und Goodes’ Heimat Israel den Einzug in die Zwischenrunde nur knapp. In der Saison 2013/14 konnte Maccabi Tel Aviv nach dem Titelgewinn im nationalen Pokalwettbewerb erstmals nach drei Jahren wieder das Final Four in der Euroleague erreichen. Hier gewann man nach knappen Siegen über PBK ZSKA Moskau und Real Madrid überraschend den Titel. Dies war der erste Titelerfolg für Maccabi Tel Aviv im höchstrangigen europäischen Wettbewerb seit den beiden Erfolgen unter Pini Gershon 2004 und 2005.